# Жабинская, Катаржина
Катаржина Жабинская (пол. Katarzyna Żabińska; род. 1989, Жешув) — польская волейболистка. Играет на амплуа центральный блокирующий. Выступает за клуб «ДевелопРес» (Жешув). Бронзовая призёрка чемпионата Польши (2019, 2021).
В 2019-2020 не играла, в декрете.